# Нурредін Куріши
Нурредін Куріши (араб. نور الدين قريشي, фр. Nordine Kourichi, нар. 12 квітня 1954, Острикур) — алжирський футболіст, що грав на позиції захисника.
Виступав, зокрема, за клуб «Лілль» та «Валансьєнн», а також національну збірну Алжиру.

## Клубна кар'єра
У дорослому футболі дебютував 1974 року виступами за «Пуассі». Після цього протягом десяти сезонів виступав у французькому Дивізіоні 1 за «Валансьєнн», «Бордо» та «Лілль»
У сезоні 1986/87 виступав за швейцарський клуб «Мартіньї».
Завершив професійну ігрову кар'єру у нижчоліговому французькому клубі «Байо», за команду якого виступав протягом 1988—1989 років.

## Виступи за збірну
1980 року дебютував в офіційних матчах у складі національної збірної Алжиру. 
У складі збірної був учасником чемпіонату світу 1982 року в Іспанії, чемпіонату світу 1986 року у Мексиці. Також у її складі став бронзовим призером Кубка африканських націй 1984 року та півфіналістом Кубка африканських націй 1982 року.
Протягом кар'єри у національній команді, яка тривала 7 років, провів у формі головної команди країни 30 матчів і забив 2 голи.

## Тренерська кар'єра
По завершенні ігрової кар'єри очолював резервну команду «Парижа», був тренером аматорських клубів «Мант» (2006—2008) і «Пуассі» (з 2015 року), а також асистентом Вахіда Халілходжича у збірній Алжиру (2011—2014).

## Титули і досягнення
- Бронзовий призер Кубка африканських націй: 1984